# Умершие в ноябре 2016 года
Это список известных людей, соответствующих установленным критериям значимости (см. Википедия:Критерии значимости персоналий), умерших в ноябре 2016 года.
Причина смерти указывается лишь в исключительных случаях (убийство, самоубийство, гибель в результате военных действий, смертная казнь, ДТП или несчастные случаи). В остальных случаях — не указывается.

## 30 ноября
- Александров-Деркаченко, Пётр Петрович (44) — российский историк и публицист, председатель Московского общества истории и древностей Российских (о смерти стало известно в этот день)[1].
- Деллигатти, Джим (Майкл Деллигатти) (98) — американский бизнесмен, изобретатель гамбургера «Биг Мак»[2].
- Драммонд, Элис (88) — американская актриса[3].
- Лендваи, Камилло (87) — венгерский композитор и дирижёр, племянник Петера Лендваи[4].
- Масленников, Алексей Дмитриевич (87) — советский оперный певец, режиссёр, солист Большого театра и актёр («Хованщина»), народный артист РСФСР (1973)[5].
- Одинцова, Лада Васильевна (67) — советская и российская писательница и литературный переводчик (о смерти стало известно в этот день)[6].
- Тосун, Эрдал (53) — турецкий актёр[7].
- Убинов-Графа, Георгий (69) — болгарский футболист, писатель и художник[8].

## 29 ноября
- Андреевас, Юлиус (74) — советский и литовский пианист, композитор и педагог, председатель правления Союза композиторов Литовской ССР (1989—1991)[9].
- Асымбеков, Умот (88) — советский и киргизский общественный деятель, заместитель министра сельского хозяйства Киргизской ССР (1970—1978), директор Всесоюзного центрального проектного экспериментального НИИ при министерстве сельского хозяйства Киргизской ССР (1978—1992), депутат Верховного Совета Киргизской ССР 6-го и 7-го созывов[10].
- Баткин, Леонид Михайлович (84) — советский и российский культуролог и историк[11].
- Вулфорд, Кео (49) — американский актёр, продюсер и режиссёр[12].
- Данчин, Борис Дмитриевич (75) — российский государственный деятель, председатель городской Думы Владивостока (2001—2003), заслуженный работник жилищно-коммунального хозяйства РСФСР[13].
- Девер, Джо (60) — британский писатель (Lone Wolf)[14].
- Завод, Аллан (71) — австралийский пианист и композитор[15].
- Монхе Альварес, Луис Альберто (90) — коста-риканский государственный деятель, президент Коста-Рики (1982—1986)[16].
- Назаров, Виктор Юрьевич (69) — советский и российский учёный и судебный медик, доктор медицинских наук, доцент[17].
- Неволин, Виктор Андреянович (90) — советский геолог, председатель Красноярского территориального управления Министерства геологии СССР, заслуженный геолог РСФСР, лауреат Государственной премии СССР[18].
- Обертас, Виктор Александрович (79) — советский и российский архитектор, педагог, профессор, заслуженный работник культуры Российской Федерации[19].
- Падилья, Маркос Данило (31) — бразильский футболист, вратарь клуба «Шапекоэнсе»; последствия авиакатастрофы в Колумбии[20].
- Тер-Саркисов, Рудольф Михайлович (77) — советский и российский учёный-промышленник, генеральный директор института «ВНИИГАЗ», доктор технических наук, педагог, заслуженный деятель науки Российской Федерации[21].
- Тиме, Александер (62) — восточногерманский легкоатлет, серебряный призёр летних Олимпийских игр в Монреале (1976)[22].
- Уильямс, Ван (82) — американский актёр кино и телевидения[23].
- Шац-Марьяш, Рута Максовна (89) — советская и латвийская поэтесса, литературный переводчик, депутат Верховного Совета Латвии (1990—1993), Сейма Латвии 5-го и 6-го созывов (1993—1995, 1996—1998)[24].

## 28 ноября
- Булычёв, Николай Спиридонович (84) —  советский и российский учёный-геомеханик, доктор технических наук, профессор, лауреат Премии Совета Министров СССР (1984) и премии Правительства Российской Федерации (1994)[25].
- Китто, Карлтон (74) — индийский джазовый гитарист[26].
- Коламбус, Рэй (74) — новозеландский певец[27].
- Костадинов, Михайло (76 или 77)[значимость?] — сербский режиссёр массовых представлений[28].
- Кристенберри, Уильям (80) — американский художник и фотограф[29].
- Куликов, Александр Геннадьевич (51)[значимость?] — актёр, сценарист, продюсер, глава кинокомпании «Союз Маринс Групп»; авиакатастрофа[30].
- Лоцки, Георг (79) — австрийский режиссёр, актёр и продюсер кино и телевидения[31].
- Орта, Адольфо (59) — кубинский боксёр лёгких весовых категорий, серебряный призёр летних Олимпийских игр в Москве (1980)[32].
- Родригес, Лолита (81) — филиппинская актриса[33].
- Тайманов, Марк Евгеньевич (90) — советский и российский шахматист, международный гроссмейстер (1952), чемпион СССР (1956), пятикратный чемпион Ленинграда (1948, 1950, 1952, 1961, 1973), пианист[34].
- Чемлекчиев, Владимир Николаевич (68)[значимость?] — советский и российский художник[35].
- Шургая, Вальтер (72) — грузинский диссидент и политический деятель[36].
- Юрлова, Людмила Петровна (44) — российская хоккеистка, МСМК по хоккею с мячом и хоккею с шайбой, бронзовый призёр чемпионата мира, серебряный призёр чемпионата Европы; несчастный случай[37].
- Ядав, Ананд (80) — индийский писатель на языке маратхи[38].
- Погибшие в авиакатастрофе в Колумбии:
  - Кайо Жуниор (51) — главный тренер футбольного клуба «Шапекоэнсе».
  - Машадо, Филипе (32) — бразильский футболист, чемпион Болгарии (2008), чемпион Азербайджана (2010).
  - Понтес ди Пайва, Марио Сержио (66) — бразильский футболист, чемпион Бразилии (1979), тренер, спортивный комментатор.
  - Ранжел, Бруно (34) — нападающий футбольного клуба «Шапекоэнсе».
  - Сантана, Клебер (35) — капитан футбольного клуба «Шапекоэнсе».
  - Канела (22) — нападающий футбольного клуба «Шапекоэнсе».
  - Денер (25) — защитник футбольного клуба «Шапекоэнсе».
  - Марсело (25) — защитник футбольного клуба «Шапекоэнсе».
  - Матеус Битеко (21) — полузащитник футбольного клуба «Шапекоэнсе».
  - Матеус Карамело (22) — защитник футбольного клуба «Шапекоэнсе».
  - Жименес (21) — защитник футбольного клуба «Шапекоэнсе».
  - Лукас Гомес (26) — нападающий футбольного клуба «Шапекоэнсе».
  - Эвертон Кемпес (34) — нападающий футбольного клуба «Шапекоэнсе».
  - Артур Майя (24) — полузащитник футбольного клуба «Шапекоэнсе».
  - Ананиас (27) — нападающий футбольного клуба «Шапекоэнсе».
  - Сержио Маноэл (27) — полузащитник футбольного клуба «Шапекоэнсе».
  - Жил (29) — защитник футбольного клуба «Шапекоэнсе».
  - Жозимар (30) — полузащитник футбольного клуба «Шапекоэнсе».
  - Виллиан Тиего (30) — защитник футбольного клуба «Шапекоэнсе».
  - Тиагиньо (22) — нападающий футбольного клуба «Шапекоэнсе».

## 27 ноября
- Амбразайтите, Ниёле (77) — литовская оперная певица, народная артистка СССР (1977)[39].
- Введенский, Владимир Леонидович (59 или 60) — советский и российский биатлонист, тренер по биатлону, чемпион СССР (1979), мастер спорта СССР международного класса, заслуженный тренер Российской Федерации (1995)[40].
- Гансон, Владимир Александрович (92) — советский и российский учёный-энтомолог, фехтовальщик и тренер по фехтованию, заслуженный тренер СССР[41].
- Гривас, Иоаннис (93) — греческий государственный деятель, премьер-министр Греции (1989)[42].
- Жабрев, Валентин Александрович (77) — советский и российский химик, член-корреспондент РАН (2006)[43].
- Иванников, Виктор Петрович (76) — советский и российский учёный в области вычислительной техники и программирования, директор Института системного программирования (1994—2014), академик РАН (2008)[44].
- Лавёров, Николай Павлович (86) — советский и российский геолог, академик РАН (1991; академик АН СССР с 1987), вице-президент АН СССР (1988—1991) и РАН (1991—2013)[45].
- Сполдинг, Брайан (93) — британский учёный, профессор-эмерит Имперского колледжа Лондона, член Королевской инженерной академии иностранный член Российской академии наук[46].
- Титков, Андрей[значимость?] — российский рок-музыкант, клавишник группы «Ночные снайперы»[47].
- Фазыл, Риза (87) — советский и российский крымскотатарский писатель[48].

## 26 ноября
- Абу Мукатиль ат-Туниси (33) — французский террорист[49].
- Бикбулатов, Фарит Хайбуллович (80) — советский и российский башкирский певец, народный артист Башкортостана[50].
- Блум, Ида (85) — норвежский историк[51].
- Вылканов, Велко (89) — болгарский политик и юрист, доктор юридических наук, депутат Народного собрания Болгарии, кандидат на пост президента Республики Болгарии (1992)[52].
- Ди Карвалью, Арлинду (86) — португальский эстрадный певец и композитор[53].
- Гьестванг, Альв (79) — норвежский конькобежец, серебряный призёр зимних Олимпийских игр в Инсбруке (1964)[54].
- Елисеев, Юрий Михайлович (20) — российский шахматист, гроссмейстер (2013), чемпион мира среди кадетов (2012); трагически погиб[55].
- Кольвенбах, Петер Ханс (87) — нидерландский церковный деятель, генерал Общества Иисуса (1983—2008)[56] Архивная копия от 27 ноября 2016 на Wayback Machine.
- Кормунина, Людмила Павловна (60) — советская и российская актриса, дочь Павла Кормунина (www.kino-teatr.ru).
- Корреа, Роберту (76) — бразильский эстрадный певец и композитор (группа Golden Boys)[57].
- Оберлин, Рассел (88) — американский оперный певец, один из первых контратеноров[58].
- Покулис, Янис (78) — латвийский учёный, ректор Даугавпилсского университета (1998—2002), заслуженный деятель науки Латвийской Республики[59].
- Попков, Николай Николаевич (68) — советский и российский тренер по боксу, заслуженный тренер России[60].
- Прован, Дэвид (75) — шотландский футболист[61].
- Уивер, Фриц (90) — американский киноактёр[62].
- Хинце, Петер (66) — немецкий партийный и государственный деятель, генеральный секретарь Христианско-демократического союза Германии (1992—1998), вице-президент Бундестага (с 2013)[63].
- Шевченко, Алексей Константинович (60) — украинский философ, политолог, ведущий сотрудник Института политических и этнонациональных исследований им. И. Ф. Кураса НАН Украины[64].
- Янушкевич, Александр Сергеевич (72) — советский и российский литературовед, доктор филологических наук, профессор, педагог, лауреат Государственной премии РСФСР в области науки и техники (1991); автокатастрофа[65].

## 25 ноября
- Артёмов, Виталий Павлович (37) — казахстанский футболист, игрок национальной сборной[66].
- Гамильтон, Дэвид (83) — британско-французский фотограф, кинорежиссёр, сценарист и продюсер[67].
- Гласс, Рон (71) — американский актёр[68].
- Гневашев, Игорь Иванович (80) — советский и российский фотожурналист, фотохудожник и киноактёр («Иди и смотри», «Филёр», «72 метра»)[69].
- Есаджанян, Белла Марковна (85 или 86) — советский и армянский филолог-русист, профессор Армянского государственного педагогического университета имени Хачатура Абовяна[70].
- Йосифов, Александр (76) — болгарский композитор, племянник оперного певца Илии Йосифова[71].
- Кандалов, Валентин Васильевич (86) — советский и российский художник, заслуженный художник России[72].
- Кастро, Фидель (90) — кубинский революционер, государственный и партийный деятель, первый секретарь ЦК Коммунистической партии Кубы (1961—2011), председатель Совета министров Кубы (1959—2008), председатель Государственного совета Кубы (1976—2008), Герой Советского Союза (1963)[73].
- Колонел, Абрахам (67) — американский музыкант, певец и актёр[74].
- Лазаренко, Виктор Николаевич (74) — советский и российский учёный-аграрий, профессор, доктор сельскохозяйственных наук, ректор Уральской академии ветеринарной медицины (с 1984), народный депутат СССР, заслуженный деятель науки Российской Федерации[75].
- Махай, Владимир (86) — словацкий художник-график[76].
- Микоян, Вано Анастасович (89) — советский авиаконструктор, разработчик самолётов МиГ-29, сын Анастаса Микояна[77].
- Оливерос, Полина (84) — американская аккордеонистка и композитор[78].

## 24 ноября
- Алари, Надин (89) — французская актриса[79][80].
- Маркос Ана (96) — испанский поэт[81].
- Бродакс, Эл (90) — американский сценарист и продюсер («Жёлтая подводная лодка»)[82].
- Бьонди, Сальвадор (90) — аргентинский футболист и тренер[83].
- Дзяк, Георгий Викторович (71) — советский и украинский учёный-медик, педагог, ректор Днепропетровской медицинской академии (1996—2016), профессор, академик Национальной академии медицинских наук Украины, заслуженный деятель науки и техники УССР (1990), лауреат Государственной премии Украины (2003)[84].
- Иероним (Мочевич) (47) — епископ Сербской православной церкви, епископ Егерский, викарий Бачской епархии (2014—2016)[85].
- Ильин, Александр Витальевич (57) — российский актёр Иркутского театра имени Охлопкова, заслуженный артист России (2011)[86].
- Микилена, Луис (97) — венесуэльский государственный деятель, министр внутренних дел и юстиции (2001—2002)[87].
- Ортега, Педро (74) — парагвайский композитор эстрадного жанра[88].
- Петерка, Франтишек (94) — чешский актёр («Четырёх убийств достаточно, дорогая»)[89][90].
- Савинов, Владимир Сергеевич (67) — советский футболист, защитник, выступавший в составе ивановского «Текстильщика» (1968—1980)[91].
- Сермонти, Витторио (87) — итальянский писатель, литературовед и журналист, исследователь творчества Данте Алигьери[92].
- Тркуля, Радислав Раша (77 или 78) — сербский художник, директор Белградского музея современного искусства; сердечный приступ[93].
- Фуллертон, Ларри — американский изобретатель технологии UWB[94].
- Футчер, Пол (60) — английский футболист («Манчестер Сити», «Барнсли», «Гримсби Таун») и тренер; рак[95].
- Хендерсон, Флоренс (82) — американская актриса и певица[96].
- Юзовский, Михаил Иосифович (76) — советский и российский режиссёр, театровед, заслуженный деятель искусств России (1998)[97].
- Юнусов, Равшанбек Бекович (70) — советский футболист («Пахтакор» Ташкент)[98].

## 23 ноября
- Барбера, Рита (68) — испанский политический деятель, мэр Валенсии (1991—2015)[99].
- Деза, Мишель Мари (77) — советский и французский математик, специализировавшийся в комбинаторике, дискретной геометрии и теории графов[100].
- Доэрти, Ричард (84) — американский хоккеист, серебряный призёр зимних Олимпийских играх в Кортина-д’Ампеццо (1956)[101].
- Мелиш, Юрай (74) — словацкий художник[102].
- Мусави Ардебили, Абдул Карим (90) — иранский духовный лидер и государственный деятель, глава иранской судебной власти (1981—1989)[103].
- Ревнивцев, Михаил Геннадьевич (42) — российский астрофизик, доктор физико-математических наук, профессор РАН (2016)[104].
- Ронис, Индулис (72 или 73) — советский и латвийский историк, действительный член АН Латвии (1992—2011)[105].
- Рю Ми Ён (95) — политический деятель КНДР, председатель ЦК Партии молодых друзей небесного пути[106].
- Сакс, Эндрю (86) — британский киноактёр[107].
- Самнер, Питер (74) — австралийский актёр (о смерти объявлено в этот день)[108].
- Стобо, Фред (99) — американский автор песен[109].
- Такер, Джерри (91) — американский актёр («Пострелята»)[110].
- Щербаченко, Мария Захаровна (94) — участник Великой Отечественной войны, санитарка, Герой Советского Союза (1943)[111].
- Эспозито, Джо (78) — американский продюсер и биограф Элвиса Пресли[112].
- Юханниссон, Карин (72) — шведский историк идей[113].

## 22 ноября
- Балакшин, Юрий Зосимович (77) — советский и российский государственный и хозяйственный деятель, председатель Мурманского облисполкома (1984—1990), министр промышленности строительных материалов РСФСР (1990)[114].
- Баламураликришна, Мангалампалли (86) — индийский певец и музыкант[115].
- Григорий (Качан) (76) — епископ Украинской православной церкви (Московского патриархата), архиепископ Запорожский и Мелитопольский (1996—2014)[116].
- Джилл, Крейг (44) — британский музыкант (Inspiral Carpets) (о смерти объявлено в этот день)[117].
- Димок, Билл (93) — канадский хоккеист, серебряный призёр чемпионата мира в Швеции (1949)[118].
- Друпка, Ежи (?) — польский тренер по стрельбе из лука[119].
- Иванов, Игорь Николаевич (78) — российский государственный и хозяйственный деятель, председатель Волгоградского городского совета народных депутатов, заслуженный строитель Российской Федерации (1998)[120].
- Кинаятулы, Зардыхан (76) — монгольский и казахстанский историк, секретарь центрального комитета профсоюзов Монгольской народной республики (1975—1987), заместитель главы правительства и председателя парламента Монголии (1990—1994)[121].
- Куреши, Моинуддин Ахмад (86) — пакистанский государственный деятель, исполняющий обязанности премьер-министра Пакистана (1993)[122].
- Менон, Мамбилликалатил Говинд Кумар (88) — индийский физик и политический деятель, президент Индийской академии наук (1974—1976), иностранный член Академии наук СССР (1982)[123].
- Ядав, Рам Нареш (89) — индийский государственный деятель, главный министр Уттар-Прадеша (1977—1979), губернатор Мадхья-Прадеша (2011—2016) и Чаттисгарха (2014)[124].

## 21 ноября
- Алуш Ной (81) — израильский военный деятель, награждённый высшей воинской наградой Израиля медалью «За героизм» (1956)[125].
- Ваганов, Александр Владленович (62) — российский офицер-подводник, Герой Российской Федерации (2005)[126].
- Виньяль, Рене (90) — французский футбольный вратарь[127].
- Лысенко, Василий Александрович (89) — советский и украинский прозаик.
- Мауриц, Маттиас (92) — немецкий футболист[128].
- Нечаев, Александр Сергеевич (57) — советский и российский художник[129].
- Риссе, Жан-Клод (78) — французский композитор[130].
- Семёнов, Владимир Викторович (78) — советский ватерполист, серебряный призёр летних Олимпийских игр в Риме (1960) и в Мехико (1968), бронзовый призёр Олимпиады в Токио (1964), заслуженный тренер СССР[131].
- Соннергорд, Ян (53) — датский писатель[132].
- Сулейманов, Ахмет Мухаметвалеевич (77) — советский и российский учёный-фольклорист, доктор филологических наук (1991), профессор (1995), председатель исполкома Всемирного курултая (конгресса) башкир (2002—2006)[133].
- Тревор, Уильям (88) — ирландский писатель («Превратности судьбы»)[134].

## 20 ноября
- Азизов, Акиф Гамид оглы (73) — азербайджанский химик, доктор химических наук, член-корреспондент НАНА[135].
- Атаманюк, Николай Тодорович (76) — советский и российский электросварщик, Герой Социалистического Труда (1974), почётный гражданин Курганской области (2011)[136].
- Бадилья, Габриэль (32) — коста-риканский футболист, защитник клуба «Саприсса»; сердечный приступ[137].
- Бахтин, Виктор Владимирович (64 или 65) — советский и российский художник-анималист[138].
- Белянин, Валерий Вадимович (63) — российский музыкант, солист ВИА «Пламя» и «Самоцветы», актёр («Приключения маленького папы»)[139].
- Глазовская, Мария Альфредовна (104) — советский и российский географ, почвовед, заслуженный деятель науки РСФСР, мать Никиты Глазовского[140].
- Сергеев, Игорь Александрович (56) — российский актёр театра и кино[141].
- Стефанопулос, Константинос (90) — греческий государственный деятель, президент Греции (1995—2005)[142].
- Туренн, Поль (93) — французский эстрадный певец, участник квартета «Братья Жак»[143].

## 19 ноября
- Джолдошева, Чолпон Токчороевна (87) — советский и киргизский учёный-филолог, член-корреспондент Национальной академии наук Кыргызской Республики[144].
- Жордания, Гизо (82) — советский и грузинский театральный режиссёр, народный артист Грузинской ССР (1983)[145].
- Илюшин, Александр Анатольевич (76) — советский и российский литературовед, поэт, переводчик, доктор филологических наук (1985), профессор, заслуженный профессор МГУ им. М. В. Ломоносова, председатель Дантовской комиссии РАН[146].
- Левин, Ида (53) — американская скрипачка[147].
- Майер, Джозеф (77) — польский химик, ректор Лодзинского технического университета (1996—2002)[148].
- Паролин, Аяче (96) — итальянский оператор («Серафино»)[149][150].
- Ростецкий, Евгений Константинович (85) — главный агроном колхоза имени Чапаева Алапаевского района Свердловской области, Герой Социалистического Труда (1976)[151].
- Силберт, Том (88) — американский художник-постановщик, лауреат премия «Оскар» за лучшую работу художника-постановщика (1979) («Небеса могут подождать»)[152].
- Толстой, Владимир Павлович (93) — советский и российский художник, искусствовед, основоположник российской Академии искусствознания, академик РАХ (2007), заслуженный деятель искусств РСФСР, отец Андрея Толстого[153].
- Фобет, Раймон — камерунский футбольный тренер[154].
- Хубертс, Ян (79) — нидерландский мотогонщик[155].

## 18 ноября
- Бобров, Владимир Викторович (62) — советский регбист, игрок сборной СССР (1976—1983), судья международной категории по регби[156].
- Гурзо, Сергей Сергеевич (69) — советский и российский актёр, режиссёр и сценарист, мастер дубляжа; сын Сергея Гурзо и Надежды Самсоновой, брат-близнец актрисы Натальи Гурзо[157].
- Джонс, Шэрон (60) — американская певица[158].
- Корнев, Валентин Михайлович (74) — советский спортсмен по пулевой стрельбе, серебряный призёр Олимпийских игр в Мехико (1968), семикратный чемпион мира, многократный чемпион Европы и СССР по пулевой стрельбе, заслуженный тренер России[159].
- Кули, Дентон (96) — американский кардиохирург, который провёл первую в мире операцию по пересадке человеку искусственного сердца[160].
- Лазарев, Евгений Николаевич (79) — советский, российский и американский актёр и режиссёр театра и кино, педагог, народный артист РСФСР (1982)[161].
- Лю Сунпан (78) — тайваньский государственный деятель, председатель Законодательного Юаня Тайваня (1992—1999)[162].
- Мусалаев, Муса (37) — российский кикбоксер, многократный чемпион мира[163].
- Пинеруа, Кервин (25) — венесуэльский волейболист, капитан сборной Венесуэлы, бронзовый призёр чемпионата Южной Америки (2011)[164].
- Скляренко, Евгений Тимофеевич (92) — советский украинский хирург-травматолог, заслуженный деятель науки и техники УССР[165].
- Смыр, Гиви Шамелович (70) — советский и абхазский художник и скульптор, первооткрыватель Новоафонской пещеры[166].
- Тобар, Армандо (78) — чилийский футболист, бронзовый призёр чемпионата мира в Чили (1962)[167].
- Хомяков, Валерий Алексеевич (67)[значимость?] — российский политолог и политик[168].

## 17 ноября
- Годой, Вирхилио (82) — никарагуанский государственный деятель, вице-президент Никарагуа (1990—1995)[169].
- Грегор, Любо (73) — словацкий актёр театра и кино[170].
- Грубер, Рут (105) — американская журналистка и писательница, помогавшая еврейским беженцам, помощник министра внутренних дел США в годы Второй мировой войны[171].
- Груненков, Павел Анатольевич (52) — российский киноактёр («Джуна»)[172].
- Дзиваев, Анатолий Гаврилович (70) — российский актёр и театральный режиссёр, заслуженный деятель искусств России, один из главных исполнителей роли И. В. Сталина в российском кино[173].
- Жмакин, Владимир Никифорович (75) — советский и украинский актёр, артист Киевского национального академического театра русской драмы имени Леси Украинки и кино, заслуженный артист Украины[174].
- Муртазин, Хайрулла Хабибуллович (75) — советский и российский физик и математик, доктор физико-математических наук, профессор Башкирского государственного университета[175].
- Негрете, Фидель (84) — мексиканский марафонец, чемпион Панамериканских игр (1963)[176].
- Синки, Венансио (84) — перуанский художник[177].
- Синха, Шринивас Кумар (89 или 90) — индийский государственный и военный деятель, генерал-лейтенант, губернатор Ассама (1997—2003), Аруначал-Прадеша (1999), Джамму и Кашмира (2003—2008), посол Индии в Непале (1990—1997)[178].
- Смит, Уитни (76) — американский вексиллолог[179].
- Трулья, Стив (54) — британский каскадёр; авиакатастрофа[180].
- Чеховский, Зенон (69) — польский велогонщик (шоссе), участник летних Олимпийских игр в Мехико (1968)[181].

## 16 ноября
- Аморос, Хуан (80) — испанский оператор («Двуязычный любовник», «Анархистки»)[182].
- Саки Каскас (45) — композитор, гитарист, автор многочисленных саундтреков для компьютерных игр[183].
- Краске, Конрад (90) — западногерманский государственный деятель, генеральный секретарь ХДС (1971—1973)[184].
- Кэрролл, Джоан (84) — американская актриса[185].
- Лыкова, Лидия Павловна (103) — советский государственный деятель, заместитель председателя Совета Министров РСФСР (1967—1985)[186].
- Лэйрд, Мелвин (94) — американский государственный деятель, министр обороны США (1969—1973)[187].
- Оллчерч, Лен (83) — валлийский футболист, полузащитник[188].
- Пенно, Энно (86) — эстонский политик, последний премьер-министр правительства в изгнании[189].
- Попов, Юрий Александрович (80) — советский и российский палеоэнтомолог, специалист по систематике и эволюции ископаемых клопов[190].
- Продан, Даниел (44) — румынский футболист, игрок сборной Румынии (1993—2001); сердечный приступ[191].
- Стюарт, Алекс (52) — американский боксёр-профессионал ямайского происхождения[192].
- Уильямс, Ментор (70) — американский автор песен и продюсер[193].
- Фикрет Садыг (Садыгов Фикрет Аббас оглы) (86) — советский и азербайджанский поэт[194].
- Форрестер, Джей (98) — американский инженер, разработчик теории системной динамики[195].

## 15 ноября
- Андреев, Иван Михайлович[значимость?] — советский и российский тренер по лёгкой атлетике, заслуженный работник физической культуры Российской Федерации[196].
- Грив, Кен (74) — британский режиссёр[197].
- Данн, Холли (59) — американская кантри-певица; рак[198].
- Дюран-Бальен, Сиксто (95) — эквадорский государственный деятель, президент Эквадора (1992—1996)[199].
- Жемчужников, Владимир Борисович (79) — советский и российский писатель и сценарист документального кино[200].
- Кэмпбелл, Бобби (60) — североирландский футболист, участник чемпионата мира (1982) (о смерти объявлено в этот день)[201].
- Мастерс, Лиза (52) — американская актриса[202].
- Окун, Милтон (92) — американский певец и музыкальный продюсер[203].
- Перес Васкес, Франсиско Хавьер (НАРФ) (48) — испанский эстрадный певец и композитор; рак[204].
- Роше, Пауль (82) — немецкий инженер, изобретатель в области автомобильных моторов[205].
- Рюллан, Андре (94) — французский писатель[206].
- Хоффман, Татьяна (69) — израильская журналистка[207].
- Эллисон, Моуз (89) — американский джазовый пианист, певец и автор песен[208].
- Эскин, Жюль (85) — американский виолончелист[209].

## 14 ноября
- Бальмори, Диана (84) — американский ландшафтный дизайнер[210].
- Белов, Владимир Борисович (58) — советский гандболист, капитан сборной СССР по гандболу, чемпион мира, серебряный призёр Олимпийских игр 1980 года в Москве[211].
- Бердюгин, Александр Николаевич (66) — советский и российский композитор, председатель правления Самарской областной композиторской организации (1989—1999)[212].
- Вайдман, Полина Ефимовна (69) — советский и российский искусствовед, доктор искусствоведения, исследователь творчества П. И. Чайковского[213].
- Дасуки, Ибрахим (92) — нигерийский духовный лидер, султан Сокото (1988—1996)[214].
- Айфил, Гвен (61) — американская журналистка, лауреат премии Пибоди (2008)[215].
- Конвилл, Хьюстон (69) — американский скульптор[216].
- Маллой, Гарднар (102) — американский теннисист[217].
- Павлов, Пётр Павлович (91) — участник Великой Отечественной войны, Герой Советского Союза (1944)[218].
- Райт, Джанет (71) — канадская актриса («Верзила»)[219].
- Сагкаев, Григорий Васильевич (80) — советский и южноосетинский передовик сельского хозяйства, Герой Социалистического Труда (1966)[220].
- Фридлендер, Марти (87 или 88) — новозеландский фотограф[221].
- Хелльсвик, Гун (74) — шведский государственный деятель, министр юстиции (1991—1994)[222].

## 13 ноября
- Волохов, Николай Алексеевич (67) — советский и российский драматург («Жизнь с привилегиями „навечно“»)[223].
- Давидян, Андрей Сергеевич (60) — российский певец («Рок-Ателье», «СВ», «Альтер-Эго», «Sound Cake»), участник телепроекта «Голос»; инсульт[224].
- Доминиони, Луиджи (102) — итальянский архитектор[225].
- Зуев, Валентин Никифорович (69) — советский и российский тренер по биатлону, доктор педагогических наук, профессор, заслуженный работник физической культуры Российской Федерации[226].
- Левашёв, Юрий Николаевич (77) — российский торакальный хирург, директор Санкт-Петербургского научно-исследовательского института фтизиопульмонологии Минздрава России (1999—2009), член-корреспондент РАН (2004), заслуженный деятель науки Российской Федерации (2001)[227].
- Майорка, Энцо (85) — итальянский фридайвер, мировой рекордсмен, герой фильма «Голубая бездна»[228].
- Поку, Лоран (69) — ивуарийский футболист[229].
- Расселл, Леон (74) — американский вокалист, пианист, гитарист, автор песен, аранжировщик, продюсер[230].
- Салмин, Александр Михайлович (70) — советский спортсмен, советский и российский тренер по подводному спорту, заслуженный мастер спорта СССР и заслуженный тренер СССР[231].
- Харитонов, Михаил Михайлович (75) — первый начальник Дальневосточного регионального центра МЧС России, генерал-майор в отставке[232].

## 12 ноября
- Вержес, Поль (91) — деятель реюньонского рабочего движения, основатель и генеральный секретарь Коммунистической партии Реюньона (1967—1993)[233].
- Веруп, Жак (71) — шведский музыкант и поэт[234].
- Итенберг, Борис Самуилович (95) — российский историк, участник Великой Отечественной войны[235].
- Кудирмеков, Байрам (69) — советский и российский алтайский поэт и литературный переводчик[236].
- Кунствадль, Адольф (76) — немецкий футболист, капитан национальной сборной ФРГ[237].
- Ломакин, Сергей Маркелович (82) — советский боксёр и тренер, двукратный чемпион СССР, заслуженный тренер РСФСР[238].
- Нейман, Том (80) — американский актёр («Манос: Руки судьбы»)[239].
- Товар, Лупита (106) — мексиканская актриса[240] Архивная копия от 13 ноября 2016 на Wayback Machine.
- Шебель, Малек (63) — алжирский философ и социолог[241].

## 11 ноября
- Айхингер, Ильзе (95) — австрийская писательница еврейского происхождения[242].
- Акбар, Джум — филиппинский государственный деятель, губернатор провинции Басилан (с 2010)[243].
- Бейли, Виктор (56) — американский бас-гитарист[244].
- Бруту да Кошта, Алфреду (78) — португальский государственный деятель, министр здравоохранения и социальных дел (1979—1980)[245].
- Вон, Роберт (83) — американский актёр[246].
- Ворфоломеев, Дмитрий Павлович (94) — передовик советского авиастроения, токарь-фрезеровщик Куйбышевского авиационного завода, Герой Социалистического Труда (1971) (о смерти объявлено в этот день)[247].
- Глушичка, Карел (92) — чешский актёр[248].
- Долгов, Владимир Анатольевич (57) — российский предприниматель, генеральный директор eBay Россия[249].
- Келдыш, Леонид Вениаминович (85) — советский и российский физик-теоретик, академик РАН (1991; академик АН СССР с 1976), племянник Мстислава и Юрия Келдышей[250].
- Комиссаров, Юрий Данилович (79) — советский и российский актёр театра и кино, народный артист Российской Федерации (2004)[251].
- Лифанов, Борис Николаевич (59) — российский актёр театра и кино («Дети Арбата», «Кадетство»), артист Тверского академического театра драмы, заслуженный артист Российской Федерации[252].
- Макнейш, Джеймс (85) — новозеландский писатель[253].
- Лэбин, Клер (82) — американский сценарист, девятикратный лауреат премии «Эмми» (о смерти объявлено в этот день)[254].
- Пента, Марек (62) — польский футболист[255].
- Родивилин, Валерий Петрович (92) — советский и российский режиссёр-документалист и фоторепортёр, участник Великой Отечественной войны[256].
- Саркисян, Артём Саркисович (90) — советский и российский океанолог, академик РАН (1992)[257].
- Синглтон, Рэй (79) — американский музыкальный продюсер и автор песен[258].
- Татаров, Павел Александрович (65) — советский оперный певец, солист Самарского театра оперы и балета, заслуженный артист РСФСР (1987)[259].
- Турки II ибн Абдул-Азиз Аль Сауд (84) — саудовский принц, сын короля Абдул-Азиза, заместитель министра обороны и авиации Саудовской Аравии (1969—1978)[260].
- Фернандес, Перико (64) — испанский профессиональный боксёр, чемпион мира в лёгком весе по версии ВБС (1974—1975)[261].
- Хасэгава, Хироюки (71) — японский бизнесмен, президент компании HKS[262].
- Чайковский, Желько (91) — югославский футболист, нападающий, серебряный призёр летних Олимпийских играх в Лондоне (1948)[263].
- Шмидт, Альфред (81) — немецкий футболист и футбольный тренер, участник чемпионата мира по футболу (1958)[264]..

## 10 ноября
- Адамани, Дэвид (80) — американский политолог президент Темпльского университета (2000—2006)[265].
- Бейнаре, Астрида (79) — латышская писательница[266].
- Глушичка, Карел (92) — чешский актёр[267][268].
- Гродберг, Гарри Яковлевич (87) — советский и российский органист, народный артист России (1992)[269].
- Джонсон, Тревор (81) — австралийский футболист[270].
- Кин, Дон (85) — австралийский легкоатлет, выступавший в спортивной ходьбе и кроссе.
- Корабов, Никола (87) — болгарский кинорежиссёр, киноактёр и киносценарист («Табак», «Юлия Вревская»)[271].
- Кэрэуш, Виталий (53) — молдавский театральный актёр, директор Кишинёвского национального театра драмы им. М. Эминеску и Кишиневского народного театра им. И. Крянгэ[272].
- Ньева, Франсиско (91) — испанский драматург и прозаик, режиссёр, художник[273].
- Поткин, Валерий Александрович (75) — советский и российский партийный и государственный деятель, председатель Челябинского горисполкома (1987—1990)[274].
- Цнота, Ежи (74) — польский актёр театра, кино и кабаре[275].
- Штанцел, Владо (52) — словацкий актёр-комик, сценарист, режиссёр и продюсер[276].
- Юдин, Юрий Сергеевич (54) — российский художник-реалист[277].

## 9 ноября
- Баллард, Грег (61) — американский баскетболист, чемпион НБА (1978)[278].
- Барбридж, Бранс (95) — британский лётчик-ас, участник Второй мировой войны[279].
- Боделл, Джек (76) — английский боксёр, бронзовый призёр чемпионата Европы (1961) (о смерти объявлено в тот день)[280].
- Бреньо, Золтан Матвеевич (87) — советский футболист, бронзовый призёр чемпионата СССР (1953)[281].
- Закиров, Рифнур Габдельахатович (76) — российский религиозный деятель, председатель Духовного управления мусульман Кировской области (2007—2012)[282].
- Золотарёв, Борис Юрьевич (78) — советский и российский писатель, сценарист («Дневной поезд», «Всем спасибо!», «Путь к себе») и актёр («Путь к себе»), член Союза писателей СССР и Союза писателей Москвы[283].
- Исигуро, Осаму (80) — японский теннисист, чемпион Азиатских игр (1966)[284].
- Кайола, Александер (96) — американский гитарист и композитор[285].
- Митенков, Фёдор Михайлович (91) — советский и российский ядерный физик, директор и главный конструктор Особого конструкторского бюро машиностроения, академик РАН (1991; академик АН СССР с 1990), лауреат Государственной премии СССР, Герой Социалистического Труда (1978), почётный гражданин Нижнего Новгорода[286].
- Стоун, Мартин (69) — американский гитарист (Savoy Brown)[287].
- Третьяков, Александр Дмитриевич (87) — советский учёный-ветеринар, главный ветеринарный врач СССР (1966—1989)[288].
- Федькив, Владимир Дмитриевич (61 или 62) — советский и украинский скульптор[289].

## 8 ноября
- Амвросий (Щуров) (86) — епископ Русской православной церкви на покое, архиепископ Иваново-Вознесенский и Кинешемский (1977—2006)[290].
- Базилевский, Андрей Владимирович (94) — советский тренер по лёгкой атлетике, заслуженный тренер СССР[291].
- Барышев, Александр Петрович (86) — советский дипломат, Чрезвычайный и Полномочный Посол СССР в Гвинее-Бисау (1990—1991)[292].
- Брикстофт, Петер (66) — датский государственный деятель, министр налогов (1992—1993) (о смерти объявлено в тот день)[293].
- Веронези, Умберто (90) — итальянский онколог и государственный деятель, министр здравоохранения Италии (2000—2001)[294].
- Виктор (Мамонтов) (78)[значимость?] — архимандрит Русской православной церкви в Латвии, литературовед, историк православия, публицист, биограф певицы Анны Герман[295].
- Гайдош, Казимир (82) — словацкий футболист, игрок команд «Татран», «Интер» (Братислава) и сборной Чехословакии, чемпион Чехословакии[296].
- Григолли, Джорджо (88) — итальянский государственный деятель, президент Трентино — Альто-Адидже (1967—1974), президент Тренто (1974—1979)[297].
- Зимин, Евгений Аркадьевич (63) — советский и российский актёр театра и кино («Горное гнездо»), актёр Нижнетагильского драматического театра им. Д. Н. Мамина-Сибиряка[298].
- Кутар, Рауль (92) — французский кинооператор и режиссёр[299].
- Лауридсен, Франк (68) — датский эстрадный певец[300].
- Назариков, Алексей Анатольевич (50)[значимость?] — российский джазовый музыкант, дирижёр джаз-оркестра Астраханской Государственной филармонии; трагически погиб[301].
- Рейбсамен, Хельга (82) — нидерландская писательница[302].
- Хэ Чжицзинь (64) — тайваньский государственный деятель, министр финансов (2006—2008)[303].
- Элиах, Яффа (англ., 79) — американский историк и писатель литовского происхождения, исследователь Холокоста[304]..

## 7 ноября
- Алхутов, Пётр Васильевич (93)[значимость?] — участник Великой Отечественной войны, бравший в плен фельдмаршала Паулюса[305].
- Арато, Гэндзиро (70) — японский актёр, продюсер и режиссёр[306].
- Гарднер, Томас (93) — английский футболист[307].
- Грегг, Джули (79) — американская актриса[308].
- Коэн, Леонард (82) — канадский поэт, писатель, певец и автор песен, лауреат премии Грэмми[309].
- Макиев, Заури Сардионович (66) — советский и российский тренер по фристайлу, заслуженный тренер России[310].
- Масмуди, Мухаммед (91) — тунисский государственный деятель, министр экономики Туниса (1955—1956), иностранных дел (1970—1974)[311].
- Пидемская, Нинель Георгиевна (82) — советская и российская балерина и хореограф, артистка Пермского театра оперы и балета[312].
- Рино, Джэнет Вуд (78) — американский государственный деятель, генеральный прокурор США (1993—2001)[313].
- Ситта, Самуэль (73) — танзанийский государственный деятель, спикер Национальной Ассамблеи (2005—2010), министр транспорта (2015)[314].
- Фернандес, Надир (79) — бразильская актриса театра, кино и телевидения[315].
- Филатов, Владимир Николаевич (86) — советский и российский крымский художник[316].
- Янг, Джимми (95) — британский радиоведущий (BBC Radio 1, BBC Radio 2) и певец[317].

## 6 ноября
- Бидзарри, Клаудио (82) — итальянский футболист[318].
- Киров, Бисер (74) — болгарский эстрадный певец (тенор), заслуженный артист Российской Федерации (2009) [1].
- Кочиш, Золтан (64) — венгерский пианист и дирижёр[319].
- Краузе, Роланд (86) — латвийский юрист[320].
- Марк Слен (93) — бельгийский автор комиксов[321].
- Ромерса, Йос (101) — люксембургский гимнаст, участник летних Олимпийских игр в Берлине (1936)[322].

## 5 ноября
- Арипов, Абдулла (75) — советский и узбекский поэт, народный поэт Узбекистана, председатель правления Союза писателей Узбекистана (1996—2009), депутат Олий Мажлиса первого и второго созывов, член Сената Узбекистана, Герой Узбекистана (1998), автор текста Государственного гимна Республики Узбекистан[323].
- Бубнова, Мира Алексеевна (87) — советский и таджикский археолог[324].
- Де Бонте, Марк (26) — бельгийский кикбоксер, серебряный призёр чемпионата мира (2012)[325].
- Докаев, Султан Абуевич (72) — советский и российский театральный актёр, артист Чеченского драмтеатра имени Х. Нурадилова, заслуженный работник культуры Российской Федерации[326].
- Дядюченко, Валерий Николаевич (69)[значимость?] — заместитель руководителя Гидрометцентра России (1993—2012), академик Российской академии им. К. Э. Циолковского[327].
- Кавасос Гарса, Исраэль (93) — мексиканский историк[328].
- Карсон, Джон (89) — британский актёр[329].
- Колесова-Расторгуева, Марфа Петровна (66) — советская и российская якутская артистка цирка и певица, заслуженная артистка России (2001)[330].
- Лозовик, Николай Иванович (65) — белорусский государственный деятель, секретарь ЦИК Белоруссии (2000—2016)[331].
- Маркетт, Джо (79) — американский фоторепортёр, лауреат Пулитцеровской премии[332].
- Мешес, Арнольд (93) — американский художник[333].
- Олсон, Джефф (64) — американский актёр[334].
- Пардо, Лоран (55) — французский гитарист[335].
- Саргин, Алексей Николаевич (48)[значимость?] — российский миллиардер[336].
- Сватош, Марек (34) — словацкий хоккеист[337].
- Сергейчук, Олег Анатольевич (59) — судья Конституционного суда Украины[338].
- Ставенхаген, Родольфо (84) — мексиканский социолог, один из крупнейших теоретиков зависимого развития[339].
- Хультлинг, Артур (90) — шведский актёр театра и кино sv:Arthur Hultling (den yngre).
- Цицерон, Ральф (73) — американский учёный, специалист в области физики и химии атмосферы, президент Национальной академии наук США (2005—2016), иностранный член Российской академии наук (2008)[340].

## 4 ноября
- Востриков, Николай Иванович (87) — российский учёный-аграрий, ректор (1983—1999), президент Оренбургского государственного аграрного университета (с 1999), заслуженный работник сельского хозяйства Российской Федерации, заслуженный работник высшей школы России[341].
- Дос Сантос, Сильвио (81) — бразильский пловец и ватерполист[342].
- Клименко, Сергей Минович (87) — советский и российский вирусолог, академик РАМН (1995), академик РАН (2013)[343].
- Красников, Андрей Андреевич (67) — советский пловец в ластах, доктор педагогических наук, заслуженный преподаватель РГУФКСМиТ[344].
- Лампениус, Бёрье (94) — финский актёр[345].
- Мамишев, Кашиф (79) — мастер спорта СССР по альпинизму, один из организаторов горного туризма в Кабардино-Балкарии[346].
- Овисо Одера (43) — американский актёр[347][348].
- Перре, Жан-Жак (87) — французский композитор, продюсер и пионер электронной музыки[349].
- Пурхейдари, Мансур (70) — иранский футболист и тренер[350].
- Стилинович, Бранка (90) — хорватская оперная певица (сопрано)[351].
- Харш, Эдди (59) — канадский музыкант, клавишник The Black Crowes[352].

## 3 ноября
- Амарадева В. Д. (88) — шри-ланкийский певец и музыкант[353].

- Брусиловский, Миша Шаевич (85) — советский и российский художник, член Союза художников России, заслуженный художник Российской Федерации, почётный член Российской академии художеств[354].
- Дадамян, Геннадий Григорьевич (78) — советский и российский театральный экономист, педагог, директор Высшей школы деятелей сценического искусства при ГИТИСе, заслуженный деятель искусств Российской Федерации (1999)[355].
- Дризе, Иосиф Матвеевич (89) — советский и российский учёный, конструктор систем ПВО, заслуженный конструктор Российской Федерации (2012)[356].
- Дроздов, Сергей Григорьевич (87) — советский и российский вирусолог, директор Института полиомиелита и вирусных энцефалитов им. М. П. Чумакова (1972—2006), академик АМН СССР (1984), академик РАН (2013), заслуженный деятель науки Российской Федерации[357].
- Мадянов, Вадим Сергеевич (56) — советский и российский актёр и режиссёр художественных и документальных фильмов, старший брат актёра Романа Мадянова[358].
- Мишель, Марк (83) — швейцарский актёр («Дыра», «Шербурские зонтики»)[359].
- Мордвинов, Баррикадо Георгиевич (90) — советский военный инженер, старший научный сотрудник Института океанологии им. П. П. Ширшова РАН[360].
- Пилуду, Вальтер (66) — итальянский государственный деятель, президент провинции Кальяри (1988—1990)[361].
- Прядко, Клавдия Васильевна (59) — российская актриса, артистка Балаковского драматического театра имени Е. Лебедева (Саратовская область)[362].
- Старр Кей (94) — американская певица[363].
- Ся Мэн (83) — китайская гонконгская актриса[364].
- Тимрот, Лене (73) — датская актриса[365].
- Холлэмби, Дэвид (71) — британский дипломат и государственный деятель, губернатор острова Святой Елены (1999—2004)[366].
- Щепаньский, Тадеуш (81) — польский тренер по лёгкой атлетике[367].

## 2 ноября
- Александер, Макс (63) — американский актёр[368].
- Асфяндиаров, Фарит Сулейманович (89) — советский председатель колхоза и передовик производства в сельском хозяйстве. Герой Социалистического Труда
- Вольф, Эгон (90) — чилийский писатель[369].
- Григорьянц, Борис Осипович — туркменский футбольный тренер[370].
- Захарова, Ольга Андреевна (83) — советская и российская оперная певица (лирико-колоратурное сопрано), ведущая солистка Пермского академического театра оперы и балета им. П. И. Чайковского[371].
- Камалов, Хисам Нуритдинович (90) — советский и российский татарский писатель, участник Великой Отечественной войны[372].
- Кинберг, Джад (91) — американский продюсер («Коллекционер»)[373].
- Крэншоу, Боб (83) — американский гитарист[374].
- Липпенс, Мартин (82) — бельгийский футболист, вратарь «Андерлехта» (1954—1966) и национальной сборной (1957—1963)[375].
- Попов, Олег Константинович (86) — советский и немецкий артист (клоун, комик) и режиссёр цирка, актёр, народный артист СССР (1969)[376].
- Слепиан, Джен (95) — американская писательница[377].
- Траппенье, Жан-Мари (74) — бельгийский футболист, вратарь «Андерлехта» (1959—1971) и национальной сборной (1964—1970), участник чемпионата мира 1970[378].
- Хабалова, Зинаида Савельевна (79) — советский и российский композитор, музыкальный педагог, общественный деятель[379].
- Шацман, Самюэль (61) — швейцарский конник, серебряный призёр летних Олимпийских игр в Сеуле (1988), чемпион Европы (1989)[380].
- Эрнс, Вим (58) — тренер сборной Нидерландов по конному спорту (1993—1996, с 2013)[381].

## 1 ноября
- Агапов, Александр Ильич (57)[значимость?] — российский военный деятель, генерал-лейтенант в отставке, заместитель командующего внутренними войсками Северо-Кавказского военного округа (похороны состоялись в этот день)[382].
- Андерсен, Сверре (80) — норвежский футболист, вратарь «Викинга» (1952—1971) и национальной сборной (1956—1968)[383].
- Ансельми, Тина (89) — итальянский государственный деятель, министр здравоохранения Италии (1978—1979) .
- Генделев, Давид Захарович (95) — издатель, историк-архивист, заслуженный работник культуры РСФСР (1981), почётный гражданин Петрозаводска (2010)[384].
- Гуска, Августин Мариан (87) — чехословацкий экономист и политик, министр по делам приватизации Чешской и Словацкой Федеративной Республики (1990—1991)[385].
- Зозуля, Василий Михайлович (62) — советский и казахстанский артист цирка (воздушная гимнастика), заслуженный деятель искусств Республики Казахстан[386].
- Иностроса, Родольфо (75) — перуанский поэт[387].
- Кеннеди, Бап (54) — британский певец и автор песен[388].
- Лич, Мартин (59) — британский менеджер автоспорта, один из руководителей и сооснователь команды NextEV[389].
- Монгаи, Массимо (65) — итальянский писатель[390].
- Почо ла Пантера (65) — испанский певец[391].
- Футаками, Тацуя (84) — японский профессиональный игрок в сёги, 9 дан. Ученик Тоити Ватанабэ, почётного 9 дана[392].
- Чудин, Виктор Фёдорович (80)[значимость?] — советский и российский художник[393].